# توماس دالي
توماس دالي هو فلاح كندي، ولد في 21 فبراير 1861، وتوفي في 17 نوفمبر 1908.